# من الدكتاتورية إلى الديمقراطية (كتاب)
كتاب من الديكتاتورية إلى الديموقراطية (From Dictatorship to Democracy, A Conceptual Framework for Liberation) وهو كتاب ينظر له على انه مقالة طويلة، كتاب صدر عام 1993، كتبه الكاتب الاريكي المعروف جين شارب

وهو مقال مطول صدر ككتاب عن المشكلة العامة لكيفية تدمير الدكتاتورية ومنع ظهور دكتاتورية جديدة. كتب الكتاب جين شارب (1928-2018)، أستاذ العلوم السياسية بجامعة ماساتشوستس، عام 1993. تم نشر الكتاب في العديد من البلدان حول العالم وترجم إلى أكثر من 30 لغة. كما تم نشر الطبعات بعدة لغات من قبل معهد ألبرت أينشتاين في بوسطن، ماساتشوستس. اعتبارًا من عام 2012، كانت نسختها الأساسية الحالية باللغة الإنجليزية هي النسخة الرابعة للولايات المتحدة، والتي نُشرت في مايو 2010. تم تداول الكتاب في جميع أنحاء العالم واستشهد به مرارًا وتكرارًا باعتباره مؤثرًا في حركات مثل الربيع العربي 2010-2012. .

## اصل الفكرة
تمت كتابة كتاب من الديكتاتورية إلى الديمقراطية (FDTD) في عام 1993 بناءً على طلب من المنفي الديمقراطي البورمي البارز، تين مونج وين، الذي كان آنذاك محررًا لخيت بياينج (جريدة العصر الجديد)، في بانكوك، تايلاند. 87– 8 استغرقت كتابة الكتاب عدة أشهر حيث اعتمد المؤلف على عدة عقود من الخبرة في المنح الدراسية حول العمل اللاعنفي.:88 نُشر FDTD لأول مرة في عام 1993 على شكل دفعات باللغتين البورمية والإنجليزية في خيت بياينج.:87 في عام 1994، تم إصداره في شكل كتيب باللغتين الإنجليزية والبورمية.

## الفهرس
- مواجهة الديكتاتوريات واقعيًا
- مخاطر المفاوضات
- من أين تأتي القوة؟
- الديكتاتوريات لديها نقاط الضعف
- ممارسة السلطة
- الحاجة إلى التخطيط الاستراتيجي
- إستراتيجية التخطيط
- تطبيق التحدي السياسي
- تفكك الدكتاتورية
- الأساس لديموقراطية دائمة

## اقتباسات
- يلجأ المنشقون عادة إلى حرب العصابات عندما يتضح لهم عدم واقعية التمرد العسكري. ولكن هذا الخيار لا يعود في اغلب الاحيان بالنفع على الشعوب المضطهدة أو يقودها نحو تحقيق الديمقراطية. ان خيار حرب العصابات يؤدي إلى وقوع خسائر فادحة في أبناء الشعب المضطهد.
- إذا حققت حرب العصابات ضد الانظمة الديكتاتورية نجاحاً فان لها اثراً سلبياً على المدى البعيد فهي تحول النظام الديكتاتوري الحالي إلى نظاماً أكثر دكتاتورية.. وعند نجاح مقاتلي حرب العصابات وتوليهم السلطة فانهم يخلقون نظام حكم أكثر دكتاتورية من النظام السابق الذي حاربوا ضده بسبب تاثير مركزية القوات العسكرية الممتعدة وبسبب ضعف أو دمار مجموعات ومؤسسات المجتمع المستقلة ووالتي هي بمثابة العناصر الحيوية في إنشاء مجتمع ديموقراطي دائم اثناء فترة النضال ومن هنا فان على خصوم الانظمة الدكتاتورية ان يبحثوا عن خيار آخر
- ان الاعتماد على التدخل الاجنبي لأجل دحر الانظمة الديكتاتورية يجب أن يسبقه وضع بعض حقائق نصب الاعين
- المفاوضات لا تعتبر اسلوباً واقعياً للإطاحة بأنظمة الحكم الدكتاتورية القوية بغياب معارضة ديموقراطية قوية
- عرض السلام من خلال التفاوض مع الحركات الديموقراطية الذي تتقدم به انظمة الحكم الدكتاتوري هو عرض خداع. فهي تعرض التوقف عن العنف مقابل التوقف عن شن حرب على شعوبها. وتجدهم يبادرون دون أي مساومة إلى إعادة الاعتبار إلى الكرامة الإنسانية وتحرير المعتقلين اليساسيين ووقف التعذيب ووقف العمليات العسكرية والاعتذار للشعب
- إذا وافقت الحركات الديموقراطية على وقف المقاومة من اجل التخلص المؤقت من القمع والاضطهاد فسينتهي المطاف بهم إلى الشعور بخيبة امل.. فقلما يقلل التوقف عن المقاومة من حجم الاضطهاد حيث انه عند زوال الضغوطات الداخلة والدولية عن الحكام الديكتاتوريين تجدهم يمارسون قمعاً وعنفاً أكثر وحشية من ذي قبل
- يحكم بعض الرجال شعوبهم باتباع الخدع.. لا المبادئ الاخلاقية هؤلاء الحكام لا يعون تشوش اذهانهم ولا يدركون انه في اللحظة التي يدرك الناس فيها امرهم ينتهي مفعول خدعهم
- تكون القوة الاستبداية قوية فقط في حالة عدم الحاجة إلى استخدام تلك القوة بكثرة اما إذا احتاجت إلى استخدام قوتها ضد جميع المواطنين بكثر فان امكانية استمرار تلك القوة تصبح ضعيفة
- في بعض الحالات يكون استخدام العنف المحدود ضد انظمة الحكم الدكتاتورية امراً لا يمكن تجنبه فقد تصل درجة الإحباط والكراهية الموجهة ضد النظام الحاكم إلى الانفجار العنيف وقدر ترفض بعض الجماعات التخلي عن اساليب العنف حتى في حالة معرفتهم بأهمية دور النضال اللاعنيف.
- الفشل في التخطيط بذكاء يؤدي إلى حدوث كوارث بينما يؤدي الاستخدام الفعال للقدرات العقلية للانسان إلى وضع نهج إستراتيجية تستخدم المصادر المتوفرة بذكاء لمضي المجتمع نحو تحقيق هدف الحرية والديموقراطية